# Могулско царство
Могулско царство (персијски: سلطنتمغولی هند [], урду: گوركانى) било је исламско царство у Индији, и њена највећа држава током већег дела новог века. На врхунцу своје територијалне експанзије обухватало је малтене читаву Индију, Бангладеш, Пакистан, и велике делове Авганистана, тиме ујединивши јужну Азију по први пут у 1500 година. Његови епонимни оснивачи, Могули, били су крвни потомци великог средњоазијског освајача Тамерлана, чијег чукунунука Бабура власт у Индији почиње у 16. веку. Након 200 година мање-више успешне владавине, царство подлеже унутрашњим и спољашњим притисцима и до краја 18. века губи скоро све своје територије; пак се наслеђивање царева наставило све до 1857. године, када је званично уништено. 
Могули су широко признати као велики ктитори уметности и високе културе, и многа њихова здања спадају међу најпознатије споменике Индије. За разлику од претходних муслиманских владара, тежили су да одрже власт привилегујући домаће хиндуистичко становништво; међутим, то није искључивало спонтане налете, а под владавином Аурангзеба и систематске репресије. Утицајем савремених политичких тензија, Могули и њихово наслеђе су контроверзна тема у индијском друштву.

## Име
Име Могул је било незваничан, али учестали назив који је кроз историју царства означавао владара (у западним изворима често зван Велики Могул), владајућу династију, или народ Могула који се успоставио као нови аристократски сталеж оснивањем империје. Реч потиче из персијског језика, где се односила на Монголе, те је истицала турско-монголско порекло династије. Временом, због своје повезаности са царством, у неким западним језицима реч је попримила значење изузетно богатог и имућног човека.
Могули нису се служили строго формалним називима у сопственим изворима. Најчешћи назив за царство којим су владали јесте Хиндустан и његове варијанте. Своју династију називали су Гурканијан (перс.  — „зетови”). Овај назив користио се и у време Тамерлана, а њиме је породица истицала своје родбинске везе са Џингис-каном преко женске линије.

## Историја

### Оснивање
Након смрти Тамерлана, његови потомци наставили су да владају подручјима у Ирану и средњој Азији. Бабур, чукунунук Тамерлана преко његовог трећег сина, а и потомак Џингис-кана са мајчине стране, тако је 1494. године био локални господар у подрчјима Авганистана и Туркменистана. Након слабих успеха у ратовима са другим средњоазијским господарима, 1520-их он се окреће Индији, чији су север већ вековима држали муслимански владари. Након успешног похода завршеног битком код Панипата 1526. уништава пропали Делхијски султанат и постаје господар Индо-ганшке низије. Тиме се година овог догађаја узима као почетак могулске династије. Са собом, Бабур је у Индију повео и нови слој средњоазијске аристократије; утицај ових, заједно са већ настањеном авганском елитом, тзв. Патанима, кључан је елемент каснијих унутарњих сукоба.
Бабур је умро 1530. године. Његов наследник, Хумајун, био је зависник о алкохолу и опијуму и показао се као уопште неделотворан владар. Његова владавина због тога била је време многих устанака. 1538. године Патан Шер Шах Сури остварио се као господар у Бенгалу, након чега води велики и успешан поход против Хумајуна, који бежи из Индије на читавих 15 година, те она пада под власт Шер Шахове куће. Након војних искустава у Авганистану, и уз подршку персијске династије Сафавида, Хумајун се 1554. враћа у Индију. 1555. без много сметњи заузима престо у Делхију, спашавајући царство свог оца од хитре пропасти, али већ наредне године умире након незгодног пада.

### Ахбар Велики
Хумајуна наследио је син Ахбар, 1556. још увек младић под надзором намесника. Током своје педесетогодишње владавине, проширио је државу својих предака у свим правцима, увео бројне пореске и управне реформе, изградио нову престоницу, и подржао бројне културне и интелектуалне пројекте. Иза себе оставио је стабилну и пространу империју, и данас се сматра међу највећим владарима не само Могула, већ и читаве индијске историје.
Већ прве године свог царевања Ахбар је трајно поразио Суре након Друге битке код Панипата, чиме је до 1558. повратио све територије својих претходника. Његова власт, међутим, није била без сметњи. Убрзо је дошао у сукоб са својим намесником Бајрам Каном, кога је 1960. разрешио функције, након чега се овај побунио. Током 1960-их. Ахбар се носи са низом побуна против своје власти, неке од којих воде његова браћа, а друге припадници узбечке и могулске аристократије. 1564, плаћени убица устрелио је Ахбара у раме.
Овај мучни период побуна смирен је крајем деценије. Али чак и током његовог трајања, Ахбар је успевао да се носи и са страним владарима и прошири територију државе. Почев од 1561. Могули шире се у Раџастан, до тад под влашћу ситнијих, хиндуистичких краљевина, од којих су неке пале брзо, док су друге, као у Малви, пружале дужи отпор. Највећи походи одиграли су се у наредној деценији, освајањем прво Гуџарата 1573, а 1576. и Бенгала. Оба ова султаната била су пространи, плодни предели са важним трговачким упориштима, и њиховим освајањем Могулско царство избило је на море у два краја Индијског океана. Ахбар се такође трудио да одржи поседе својих предака у средњој Азији; могулска власт одржала се у Кабулу, али је стега царства које се све више концентрисало на Индију омекшала око локалних авганских племена, која су била фактички независна. У последњим годинама своје власти, између 1591. и 1905, Ахбар повео је још један успешан поход, освојивши делове централне Индије северно од реке Годавари.
1571. године Ахбар премешта престоницу из Агре у Фатехпур Сикри, град који је сам подигао. Одавде се трудио да развије систем централне управе који би одговарао потребама своје позамашне империје, реформишући администрацију и пореску управу. Изузетно, многе раџпуте, већ поменуте хиндуистичке краљеве, примио је у своју аристократију. Свестан бројности хиндуса у својој империји, укинуо је и харач, изванредна одлука за једног муслиманског владара. Ахбар је, ван прагматике, имао и лично интересовање за стране религије и учење уопште. У Фатехпур Сикрију изградио је Ибадат Хану (Кућу богослужења), где је организовао отворене и јавне дебате између различитих верских представника, којима је и сам присуствовао. У својим позним годинама почео је да губи љубав према исламу, и евентуално га је се приватно, па затим и јавно одрекао. Већ 1582. године почео је да практикује и пропагира сопствену Божију веру (транслит.), која је комбиновала елементе различитих религија, изазивајући презир исламског клира.
Ахбар је умро 1605. године од дизентерије.

### Ахбарови наследници
Ахбарови потомци наследили су чврсту и стабилну империју, и изузев пар устанака и међународних сукоба, њихове владавине нису биле критично оптерећене. Џахангир наследио је Ахбара одмах потом његове смрти. Брзо се удаљио од религијских амбиција свог оца, и иако лично слаб верник, промовисао је ислам ради задовољавања клира. Лакомац и зависник налик свом деди, запуштао је државне обавезе и препуштао се раскошном дворском животу. За његово време изражавају се односи између европских колониста и могулског двора, и тако Британска источноиндијска компанија у Агру шаље и дипломатску мисију. Једини велики међународни сукоб Џахангировог времена био је са Сафавидском Персијом, која је претила његовим средњоазијским поседима. Пред крај своје власти разматрао је војни поход, али је ове амбиције скратила његова смрт 1627. године.
Смрт Џахангира изазвала је династичку кризу између његових потомака, из које је као победник изашао Шах Џахан. Његова власт сматра се "златним добом могулске уметности" због његових доприноса нарочито архитектури; Таџ Махал изграђен је управо под овим царем. Слабљење територијалног ширења почело је да пристиже царство за време његове власти, и двор је почео да троши више новца него што је преко пореза добијао. Шах Џахан ипак је учествовао у походима на султанате Деканске висоравни, неке од којих је успешно покорио. Између 1649. и 1653. ушао је у рат против Сафавида, где је поражен, изгубивши власт над Кандахаром.

### Аурангзеб
Шах Џахан владао је до 1658. године, када се повукао због напада тешке болести. Као свог наследника одредио је сина Дару Шикоха, који се угледао на свог претка Ахбара и његову религијску идеологију као узор. Овакав избор проузроковао је наследни рат између његова три сина, из ког је као победник 1659. изашао Аурангзеб, погубивши своју браћу. Њихов отац пак се опоравио од своје болести, али га је Аурангзеб задржао заточеног све до његове смрти 1666.
Аурангзеб је био свеопште способан, али контроверзан владар. За разлику од својих у најмању руку незаинтересованих предака, био је посвећени пратилац сунитског ислама. Вратио је верски намет (харач) на немуслиманско становништво и спроводио ново законодавство у духу исламског права. Као и своји претходници, био је ктитор уметности, али у строжем, исламском духу. Иако по верским питањима ригорозан, Аурангзеб није престао да сарађује са хиндуском аристократијом, нити да упошљава хиндусе у државним службама.
1681. Аурангзеб повео је војску с намером да потчини деканске султанате јужне Индије, кампања коју је отпочео док је још био царевић. До 1700. године његов релативни успех довео је Могулско царство до свог највећег територијалног опсега икада. Овај сукоб је, међутим, био тежак и на крају кобан по Могуле. Хиндуски аристократа Шиваџи, првобитно приклоњен ка и награђиван од Аурангзеба, осамосталио се од могулског утицаја у нади да створи сопствену краљевину. Након доласка Аурангзеба 1681. његов син Самбаџи организовао је побуњенички рат, вођен герилским методама, који је брзо стекао мноштво хиндуских али и муслиманских присталица. Сукоб је прерастао у те мере да се Аурангзеб трајно преселио у Декан и посветио све своје напоре његовом гушењу, остајући ту до своје смрти 1707. године. Рат је исцрпео државне касе, а Аурангзебово одсуство у северним престоницама довело је до слабљења царске власти и каснијег распада државе. Аурангзеб успео је да ухвати и погуби Самбаџија, али побуњеници, звани Марате, нису угушени.

### Пропаст и крај
Аурангзеб сматра се последњим великим владаром Могула. Након његове смрти наступио је период опште царске несигурности и династичких сукоба. Наследио га је првобитно син Мухамед Азам Шах, кога је хитро збацио брат Бахадур Шах, који је покушао да укине многе исламистичке реформе свог оца. Након његове смрти 1712. низају се марионетски цареви постављани од стране моћних аристократа, под којима коначно креће и територијални распад империје. 
Две највеће спољне претње царства у фази распадања били су Марате, који су успели да образују своју државу, и Британска источноиндијска компанија, која у 18. веку прераста и у својеврсну територијалну империју. 1719, Марати успели су да нападну Делхи и свргну цара Фаруксијара са престола. У наредним деценијама заменили су Могуле као највећа империја потконтинента, заузимајући широка пространства њихове територије. 1757. Британска источноиндијска компанија, до тад трговачко предузеће, директно окупира Бенгал. Британци, користећи индијске владаре једне против других, постепено заузимају директну и индиректну контролу над Индијом. 
Све ово време Могулско царство је наставило да постоји, премда у потпуно осакаћеном и незнатном облику, држећи само ужу околино Делхија као свој посед. Цареви су постали прво сужњи Марата, па касније и Британаца. 1857. године у Индији избија општа побуна против британске колонијалне власти, у којој је цар Бахадур Шах II приморан да учествује. Након угушења побуне, Британци су прогнали Бахадур Шаха из Индије, окончавши Могулско царство. Титулу "цара Индије" за себе је потом узела краљица Викторија.
| Портрет | Име               | Период владавине        |
| ------- | ----------------- | ----------------------- |
|         | Бабур             | 1526 - 1530             |
|         | Хумајун           | 1530 - 1556             |
|         | Ахбар             | 1556 - 1605             |
|         | Џахангир          | 1605 - 1627             |
|         | Шах Џахан         | 1628 - 1658             |
|         | Аурангзеб         | 1659 - 1707             |
|         | Азам Шах          | 1707                    |
|         | Бахадур Шах I     | 1707 - 1712             |
|         | Џахандар Шах      | 1712 - 1713             |
|         | Фаруксијар        | 1713 - 1719             |
|         | Рафи уд-Дараџат   | 1719                    |
|         | Шах Џахан II      | 1719                    |
|         | Мухамед Шах       | 1719 - 1748             |
|         | Ахмед Шах Бахадур | 1748 - 1754             |
|         | Аламгир II        | 1754 - 1759             |
|         | Шах Џахан III     | 1759 - 1760             |
|         | Шах Алам II       | 1760 - 1788 1788 - 1806 |
|         | Шах Џахан IV      | 1788                    |
|         | Акбар Шах II      | 1806 - 1837             |
|         | Бахадур Шах II    | 1837 - 1857             |

## Уметност
Могулски двор показивао је велико интересовање за уметничке вештине и раскошне радове. Кроз њихову власт у Индији се развија уникатан правац исламске уметности, комбинујући раније индо-исламске, персијске, и чисто индијске елементе. Велики утицај на развој могулске дворске културе и укуса имао је боравак цара Хумајуна у Персији, и сафавидска аристократија коју је повео у Индију у свом повратку. 

### Архитектура
Могулска аристократија живела је на великим и уредним земљишним поседима, одвојено од простог становништва. Око палата и верских објеката на овим просторима протезале су се уређене баште и паркови.

Саме грађевине Могула препознатљиве су по својим пропорцијама, боји, и стилизацији декоративних елемената. Поред тврђава, палата, и џамија истичу се и велелепне гробнице владарске породице. Једно од највећих достигнућа, сматра се, јесте величанствени Таџ Махал (Tāj Mahal; хинди: ताज महल, урду i перс. تاج محل). Подигнут је као гроб за Мумтазу Махал, вољену жену Шаха Џахана, која је умрла 1631. године. Изградња је трајала 17 година и на њој је радило на стотине радника из читаве Индије. Поред њега, Црвена тврђава у Делхију, једна од резиденција могулских царева, убраја се међу најпрепознатљивије споменике. Фатехпур Сикри такође је чувен по својм могулском наслеђу.
- Црвена тврђава, Делхи
- Буланд Дарваза, Фатехпур Сикри
- Ентеријер гробнице Салима Чиста, Фатехпур Сикри
- Улаз у Џахангирову гробницу, Шахдара Баг
- Хумајунов гроб, Делхи

### Сликарство
Поред архитектуре, сликарство било је најцењенија ликовна уметност. Могулско сликарство потиче директно од персијске илуминације, која је сама под утицајем турско-монголске културе. Под утицајем европских трговаца и уметности, сликарство у Могула развија изузетно уникатан стил, спајајући традиционалну персијску минијатуру и реализам. Илустрације су се радиле на страницама скупоцених књига, приказивајући ликове владара, верске сцене, историјске и митске догађаје, али и лепоту природе и апстрактне декорације.
- Бабур прима дворане, Фарух Бег. Око 1589.
- Џахангир посећује аскету Џадрупа, 1616-20.
- Нилгај, Устад Мансур. 1590-1624.
- Млади цар Ахбар, 1557.
- Двор (дарбар) Аурангзеба, око 1660.